# Sony Open Tennis 2014
Die Sony Open Tennis 2014 waren ein Tennisturnier der WTA Tour 2014 für Damen (WTA Miami) und ein Tennisturnier der ATP World Tour 2014 für Herren (Miami Masters) in Miami, welche zeitgleich vom 18. bis zum 30. März 2014 in Miami, Florida stattgefunden hat.
Titelverteidiger im Einzel waren Andy Murray bei den Herren sowie Serena Williams bei den Damen. Im Herrendoppel waren die Paarung Aisam-ul-Haq Qureshi und Jean-Julien Rojer, im Damendoppel die Paarung Nadja Petrowa und Katarina Srebotnik Titelverteidiger.
Das Turnier gewannen Novak Đoković im Herreneinzel, Bob und Mike Bryan im Herrendoppel, Serena Williams im Dameneinzel und Martina Hingis und Sabine Lisicki im Damendoppel.

## Herrenturnier
→ Hauptartikel: Sony Open Tennis 2014/Herren
→ Qualifikation: Sony Open Tennis 2014/Herren/Qualifikation

## Damenturnier
→ Hauptartikel: Sony Open Tennis 2014/Damen
→ Qualifikation: Sony Open Tennis 2014/Damen/Qualifikation